# All Japan Women's Pro-Wrestling
La All Japan Women's Pro-Wrestling (全日本女子プロレス?, Zennihon Joshi Puroresu), anche nota con la sigla (AJW) è stata una federazione giapponese di puroresu (Joshi puroresu) femminile.
Nel periodo della sua esistenza è stata indubbiamente la federazione femminile più seguita e di successo nonché la più importante non solo a livello giapponese ma anche a livello mondiale e tuttora continua a detenere questo primato. 
Per molti anni, AJW ha avuto anche un programma televisivo dedicato sull'emittente giapponese Fuji TV.

## Storia
La federazione venne fondata con il nome di All Japan Women's Pro-Wrestling Corporation nel 1968 da Takashi Matsunaga e dai suoi fratelli. 

Negli anni settanta promosse soprattutto rivalità tra lottatrici giapponesi e straniere, mentre negli anni ottanta conobbe un periodo di grandissima popolarità tramite coppie come le Beauty Pair (il bel duo, Jackie Sato e Maki Ueda) e con altre lottatrici quali Jaguar Yokota, Devil Masami e Dump Matsumoto. 

La coppia delle Crush Gals (Fanciulle distruttrici, Chigusa Nagayo e Lioness Asuka) divenne la più popolare della storia del wrestling femminile ed un vero e proprio fenomeno culturale da taluni paragonato perfino all'effetto che Hulk Hogan ebbe negli USA. 

Le rivalità che le videro coinvolte furono le più seguite del puroresu maschile e femminile degli anni ottanta.
AJW godette di grande popolarità anche per effetto della stable heel delle Gokuaku Domei (Alleanza Atroce) capitanata da Dump Matsumoto e di cui facevano parte anche Crane Yu, Condor Saito e Bull Nakano.
Nell'agosto 1986 alcune ex lottatrici della AJW aprirono la Japan Women's Pro-Wrestling (JWP) e la concorrenza crebbe negli anni novanta con l'aumentare di promozioni che continuò a crescere giungendo ad arrivare fino a sei federazioni rivali.
Anche se AJW rimase la promozione più forte durante questo periodo, le difficoltà finanziarie, le defezioni delle lottatrici e la crescente concorrenza degli anni novanta ne incrinarono il declino e la stabilità finanziaria.
Nel 2002 (ed anche a causa della crisi economica giapponese), AJW perse lo spazio televisivo e nel 2005 il dissesto e la mancanza di introiti portarono AJW alla chiusura dopo 37 anni di attività.

## Eventi
La AJW organizzava annualmente i tornei Japan Grand Prix, per lottatrici in singolo e Tag League the Best per lottatrici in coppia.
Il primo torneo, tenutosi ogni estate tra il 1985 ed il 2004 dava alla vincitrice la possibilità di affrontare la campionessa del mondo in carica e la Tag League the Best si è svolta ogni fine anno tra il 1985 ed il 2004.
La AJW promosse due eventi: Wrestlemarinpiad, che si teneva sul finire della primavera e si è svolto tra il 1989 ed il 1997 e nel 2000 e Wrestling Queendom, svoltosi tra il 1993 ed il 1997.

## Titoli
La AJW promuoveva tre tipi di titoli: 
- I più prestigiosi appartenevano alla World Women's Wrestling Association che consisteva in una parte di All Japan Women's Pro-Wrestling stessa.
- I propri e di importanza minore erano stati creati e sanzionati ufficialmente da una commissione interna e denominata All Japan Women's Pro-Wrestling commission (AJW).
- Altri titoli appartenuti a piccole federazioni femminili straniere come la International Wrestling Association (IWA) e la American Girls' Wrestling Association (AGWA).

### World Women's Wrestling Association
Con la sigla WWWA erano sanzionati anche i titoli maschili per nani e riconoscibili dalla parola "Midget's" inserita nel nome.
| Titolo                                                      | Debutto        | Ritiro        | Note  |
| ----------------------------------------------------------- | -------------- | ------------- | ----- |
| WWWA World Single Championship (la cintura rossa)           | 1954           | Aprile 2005   | [ 3 ] |
| WWWA World Tag Team Championship                            | 30 giugno 1971 | Aprile 2005   | [ 4 ] |
| WWWA All Pacific Championship (la cintura bianca)           | 31 agosto 1977 | Aprile 2005   | [ 5 ] |
| WWWA World Martial Arts Championship                        | 17 marzo 1991  | 1995          | [ 6 ] |
| WWWA World Super Lightweight Championship                   | 18 maggio 1996 | 5 maggio 2005 | [ 7 ] |
| WWWA World Midget's Championship (titolo maschile)          | 1979           | 1989          | [ 8 ] |
| WWWA World Midget's Tag Team Championship (titolo maschile) | 1970           | 1982          | [ 9 ] |

### All Japan Women's Pro-Wrestling commission
| Titolo                    | Debutto          | Ritiro           | Note   |
| ------------------------- | ---------------- | ---------------- | ------ |
| AJW Championship          | 15 dicembre 1980 | Aprile 2005      | [ 10 ] |
| AJW Junior Championship   | 4 gennaio 1980   | 22 dicembre 2002 | [ 11 ] |
| AJW Tag Team Championship | 15 febbraio 1986 | 6 ottobre 2004   | [ 12 ] |

### International Wrestling Association
| Titolo                         | Debutto       | Ritiro          | Note   |
| ------------------------------ | ------------- | --------------- | ------ |
| IWA World Women's Championship | Dicembre 1987 | 20 gennaio 1997 | [ 13 ] |

### American Girls' Wrestling Association
| Titolo                                   | Debutto     | Ritiro         | Note   |
| ---------------------------------------- | ----------- | -------------- | ------ |
| AGWA International Girls' Championship   | 1969        | 31 marzo 1969  | [ 14 ] |
| AGWA International Tag Team Championship | Giugno 1968 | 20 giugno 1971 | [ 15 ] |
| AGWA United States Girls' Championship   | 1968        | 1969           | [ 16 ] |